# Kurzhaubenlerche

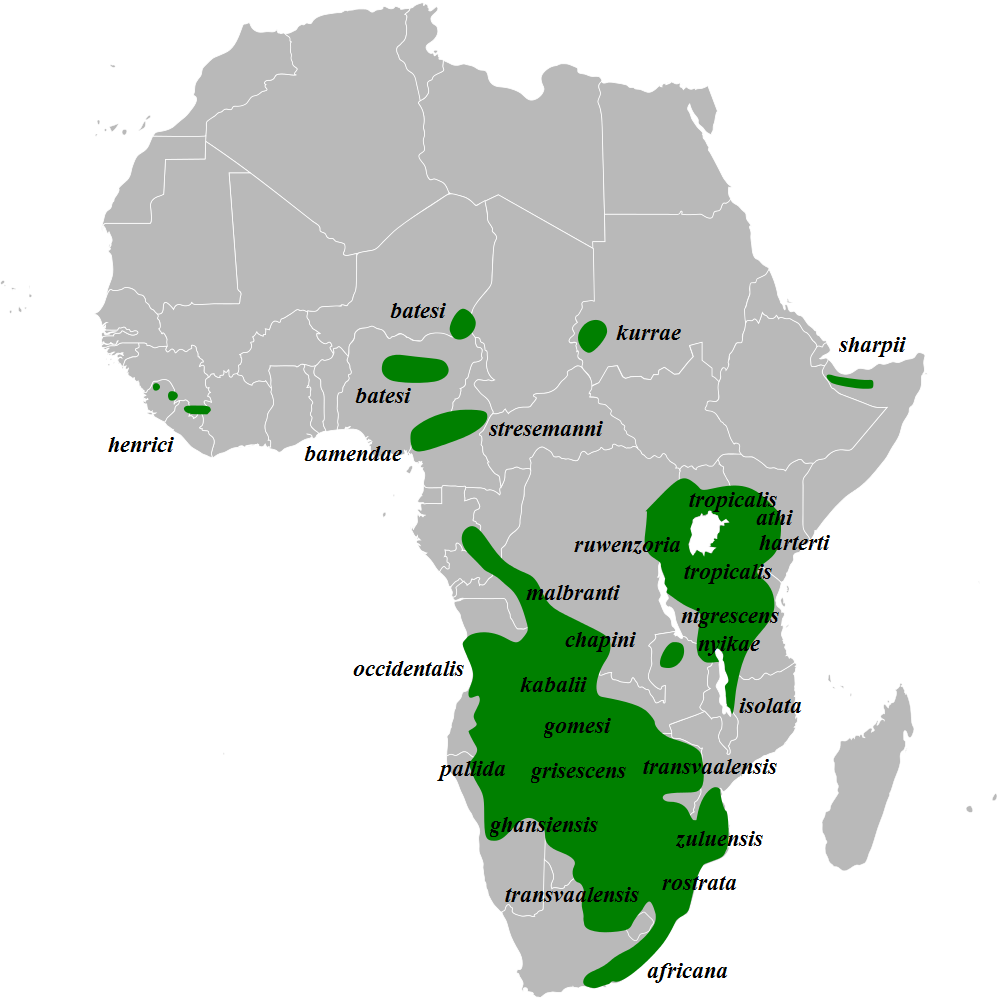
Verbreitungsgebiet der Kurzhaubenlerche und ihrer einzelnen Unterarten

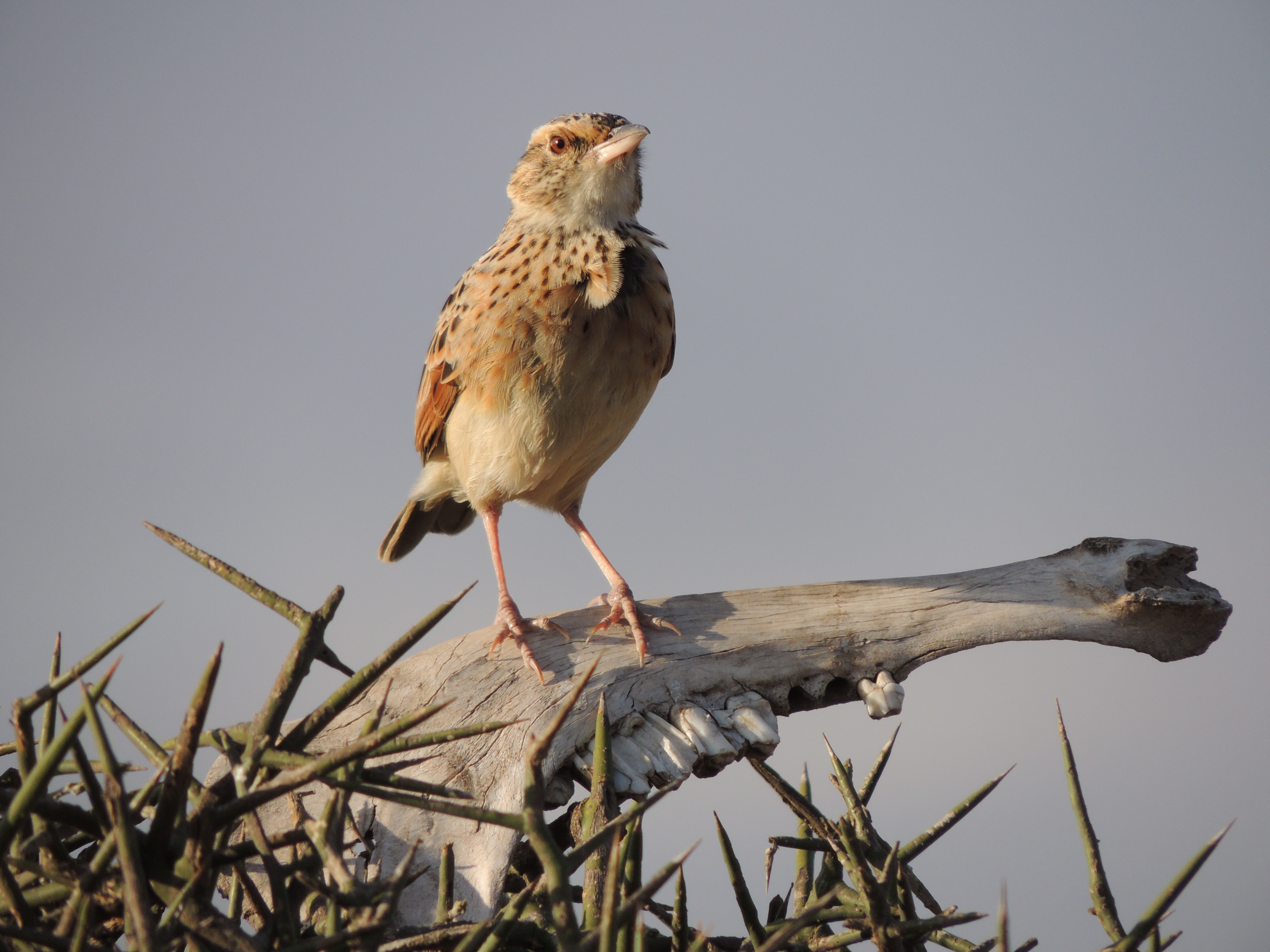
Kurzhaubenlerche, Kenia

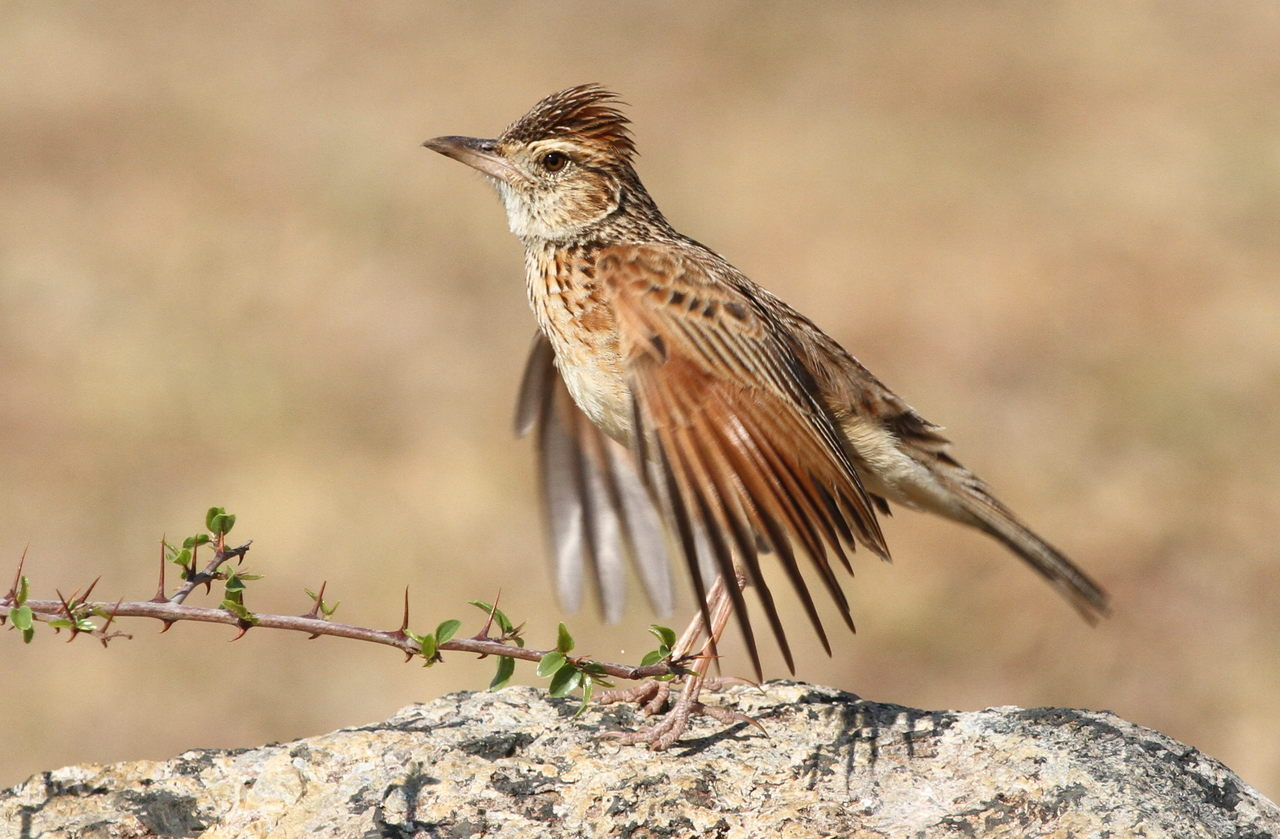
Singende Kurzhaubenlerche, Südafrika

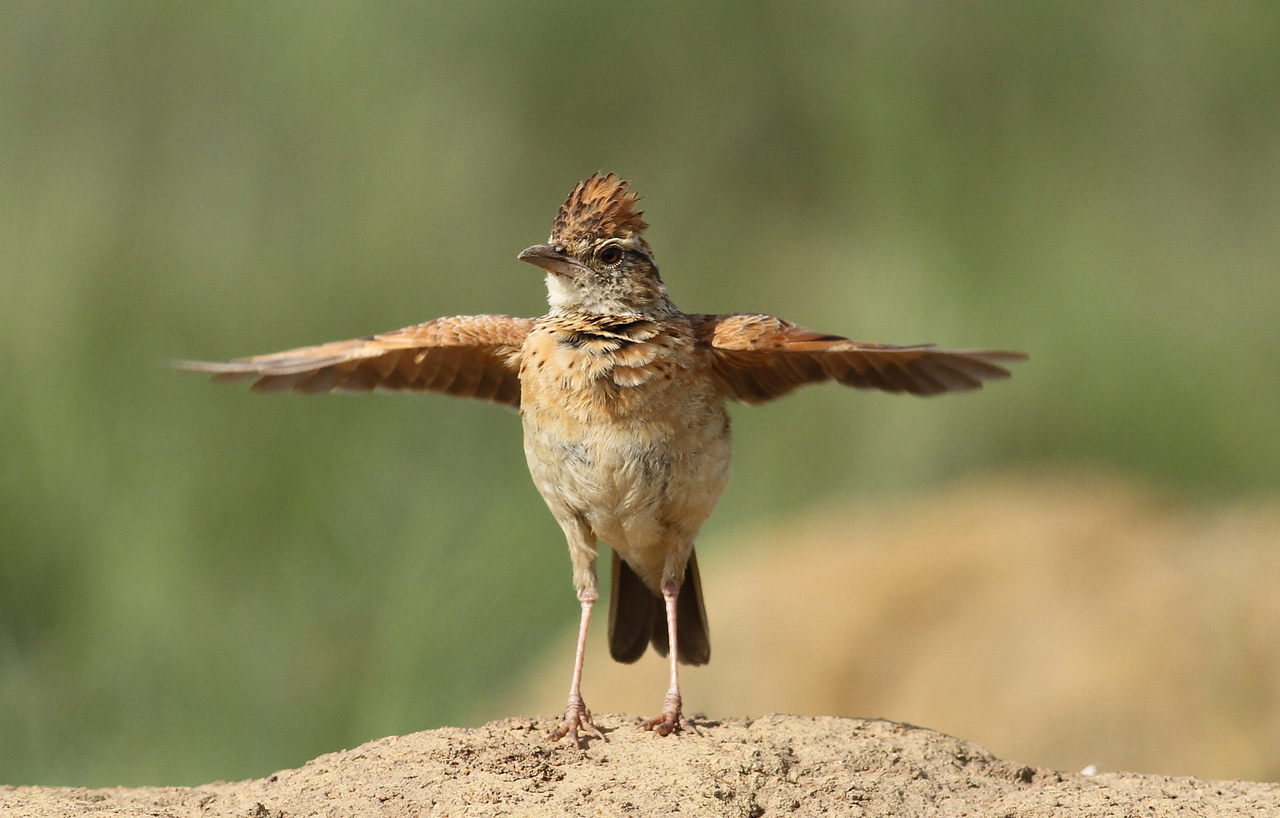
Flügelschwirrem beim Gesangsvortrag

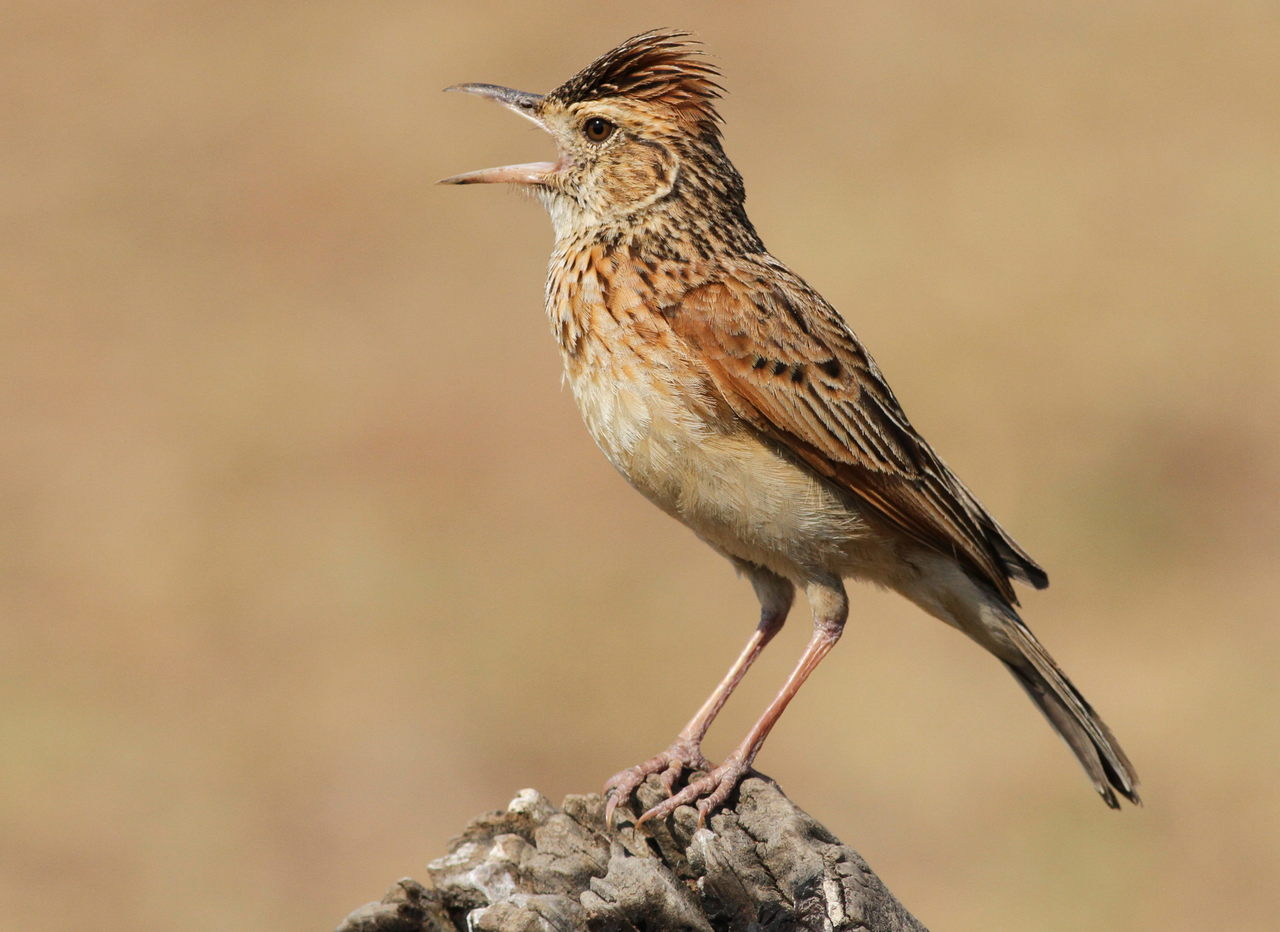
Singende Kurzhaubenlerche, Südafrika

Die Kurzhaubenlerche (Mirafra africana) oder Rotnackenlerche ist eine Art aus der Familie der Lerchen. Ihr Verbreitungsgebiet liegt in Afrika, wo sie eine weitverbreitete und häufige Art ist. Sie ist eine kompakt gebaute, hochbeinige Lerche, die in ihrem Habitus an eine Haubenlerche erinnert. Man unterscheidet in dem großen Verbreitungsgebiet mehr als zwanzig verschiedene Unterarten.
Die Bestandssituation der Kurzhaubenlerche wird als ungefährdet (least concern) eingestuft.

## Merkmale
Die Kurzhaubenlerche erreicht eine Körperlänge von 17,5 bis 18 Zentimeter, wovon 5,8 bis 7,1 Zentimeter auf den Schwanz entfallen. Der Schnabel hat eine Länge von 1,8 bis 2,3 Zentimeter. Sie wiegt zwischen 27 und 32 Gramm. Es besteht kein Geschlechtsdimorphismus.
Die einzelnen Unterarten der Kurzhaubenlerche unterscheiden sich etwas in ihrer Gefiederfärbung. Grundsätzlich ist sie auf der Körperoberseite rötlich braun gestreift. Die Unterseite ist weißlich bis gelbbraun, die Brust ist etwas rötlicher und weist eine schwärzliche Strichelung auf. Die Scheitelfedern sind etwas verlängert und bilden eine kurze Haube, die dem Kopf ein spitzes Aussehen geben. Auffällig der sehr deutlich ausgeprägte helle Überaugenstreif. Die Flügel und der Schwanz sind gelbbraun bis rötlich braun. Die äußerste Steuerfeder hat eine hellere Außenfahne. Der Schnabel ist dunkel hornfarben und hat bei einer Vielzahl von Unterarten eine rötliche Basis. Die Iris ist braun.
Jungvögel unterscheidet von den adulten, dass die Federsäume etwas ausgeprägter sind und die Vögel dadurch auf der Körperoberseite etwas geschuppt wirken. Die Körperunterseite ist im Vergleich mit den adulten Vögeln weniger stark getupft oder gestrichtelt.

## Gesang
Zu den typischen Rufen der Kurzhaubenlerche gehören zwei bis vier langgezogene Pfeiftöne, die sie von Ansitzwarten aus vorträgt. Diese erklingen in Abständen von ein bis zwei Sekunden. Während des Sing-Schaufluges erzeugt die Kurzhaubenlerche mit ihren Flügeln rasselnde Instrumentallaute. Wie für viele Lerchen typisch, ahmt sie mit ihrem Gesang auch die Stimmen anderer Vogelarten nach.

## Verbreitungsgebiet und Lebensraum
Die Kurzhaubenlerche ist in Subsahara-Afrika weit verbreitet. Ihr Vorkommen ist jedoch teilweise inselartig.
Zum Verbreitungsgebiet gehören der Nordwesten von Somalia, der Westen von Sudan, Tschad, Niger und Nigeria, der Nordwesten von Kamerun, der Südosten von Guinea, Kenia, Uganda, Ruanda, der Norden und Osten von Tansania, Malawi, der Westen von Mosambik, Simbabwe, Sambia, Angola, der Südwesten der Demokratischen Republik Kongo, in der Republik Kongo, Namibia und Botswana. In Südafrika fehlt sie nur im Westen.
Ihr Lebensraum sind offene Landschaften wie Grasland, schütter bestandenes Waldland, Akazienbuschsteppe, Brachlandflächen und vegetationsarme Stellen im Kulturland. Sie kommt sowohl in den Tiefebenen als auch im Bergland vor.

## Fortpflanzung
Die Brutzeit der Kurzhaubenlerche hängt vom jeweiligen Verbreitungsgebiet ab. Im Süden Afrikas brütet sie überwiegend im Zeitraum zwischen November bis Januar.
Das Nest wird in einer flachen Mulde aus trockenen Gräsern gebaut. Es wird mit etwas feinerem Pflanzenmaterial ausgelegt. Die meisten Nester werden mit Gräsern überwölbt.
Das Gelege besteht aus zwei bis vier Eiern. Diese sind mattweiß und weisen ein dichtes Muster aus grauen und braunen Tupfern und Sprenkeln auf. An der Aufzucht der Jungvögel sind beide Elternvögeln beteiligt. Die Jungvögel sind in einem Alter von etwa 12 Tagen flügge.

## Nahrung
Die Kurzhaubenlerche frisst Käfer, Schmetterlinge, Heuschrecken, Spinnen und Tausendfüßer sowie Grassamen. Insekten werden auch im Flug gefangen.

## Unterarten
Es werden 23 verschiedene Unterarten unterschieden:
- M. a. henrici Bates, 1930: Guinea bis Südwesten der Elfenbeinküste
- M. a. batesi Bannerman, 1923: Nigeria bis in den Südosten von Niger und dem Westen des Tschad
- M. a. stresemanni Bannerman, 1923: Norden und Mitte Kameruns
- M. a. bamendae Serle, 1959: Westen Kameruns
- M. a. kurrae Lynes, 1923: Westen des Sudans
- M. a. tropicalis Hartert, 1900: Vom Osten Ugandas über den Westen Kenias bis in den Nordwesten von Tansania
- M. a. sharpii Elliot, DG, 1897 Nordwesten Somalias[4]
- M. a. ruwenzoria Kinnear, 1921: Demokratische Republik Kongo bis Südwesten Ugandas.
- M. a. athi Hartert, 1900: Zentralkenia bis Nordosten Tansanias
- M. a. harterti Neumann, 1908 Südliches Kenia
- M. a. malbranti Chapin, 1946: Gabun bis zur Mitte Angolas und dem Süden der Demokratischen Republik Kongo
- M. a. chapini Grant, CHB & Mackworth-Praed, 1939: Südosten der Demokratischen Republik Konto und Nordwesten von Sambia
- M. a. occidentalis (Hartlaub, 1857): Westen Angolas
- M. a. kabalii White, CMN, 1943: Nordosten von Angola und Nordwesten von Sambia
- M. a. gomesi White, CMN, 1944: Ostangola und Westsambia
- M. a. grisescens Sharpe, 1902: Westen Sambias, Norden Botswanas und Nordwesten von Simbabwe
- M. a. pallida Sharpe, 1902: Südwesten Angolas und Nordwesten Namibias
- M. a. ghansiensis (Roberts, 1932): Osten Namibias und Westen von Botswana
- M. a. nigrescens Reichenow, 1900: Nordosten Sambias und Süden Tansanias
- M. a. isolata Clancey, 1956: Südosten von Malawi
- M. a. nyikae Benson, 1939: Osten Sambias, Norden Malawis und Südwesten von Tansania
- M. a. transvaalensis Hartert, 1900: Von Tansania bis in den Norden der Republik Südafrika
- M. a. africana Smith, 1836: Südosten der Republik Südafrika

## Einzelbelege
1. 1 2  Pätzold: Die Lerchen der Welt. S. 56.
2. 1 2  Pätzold: Die Lerchen der Welt. S. 55.
3. ↑  IOC World Bird List 6.4. In: IOC World Bird List Datasets. doi:10.14344/ioc.ml.6.4 (englisch, worldbirdnames.org).
4. ↑  Mirafra sharpii - Avibase. In: avibase.bsc-eoc.org. Abgerufen am 8. Januar 2017 (englisch).